# Кругер, Яков Маркович
Яков Маркович (Янкель Мордухович) Кругер (14 мая 1869, Минск — 19 марта 1940, Минск) — белорусский художник, педагог. Заслуженный деятель искусств Белорусской ССР (1939). Член Всебелорусского объединения художников (1927—1932).

## Биография
Родился в многодетной семье бедного ремесленника Мордуха Хаимовича Кругера. Учился в Киевской рисовальной школе Н. И. Мурашко (1883—1887), затем учился в Варшаве у знаменитого портретиста Леопольда Горовица (1887—1888), в Париже в Академии Жюлиана (1888—1895) и в петербургской Академии Художеств (1897—1900) у В. Е. Маковского.
В 1900 году вернулся в Минск, где в 1906 году открыл «Рисовальную школу художника Кругера». Среди прочих, в этой школе учились Михаил Кикоин и Хаим Сутин.
Преподавал рисунок в частном реальном училище Эммануила Хайкина (1913—1915), а также на рабочем факультете Белорусского Государственного Университета (1921). Работал в бытовом и портретном жанрах. Приобрёл известность как портретист, автор интимно-психологических портретов представителей белорусской и еврейской интеллигенции.
Работы хранятся в Национальном художественном музее Беларуси, Литературном музее Янки Купалы в Минске.
Умер Я. Крюгер 19 марта 1940 года. Похоронен на Военном кладбище в Минске. Большая часть его картин была потеряна в годы Великой Отечественной войны.